# Kozłów Biskupi
Kozłów Biskupi – wieś w Polsce położona w województwie mazowieckim, w powiecie sochaczewskim, w gminie Nowa Sucha. Ma status sołectwa. Największa miejscowość w gminie, leży nad Bzurą.
| SIMC    | Nazwa                  | Rodzaj    |
| ------- | ---------------------- | --------- |
| 0733748 | Kozłów Biskupi-Parcele | część wsi |

Wieś biskupstwa poznańskiego w ziemi sochaczewskiej województwa rawskiego w 1792 roku. W latach 1975–1998 miejscowość administracyjnie należała do województwa skierniewickiego.

## Historia
We wsi nieopodal mostu, na prawym wysokim brzegu Bzury znajduje się ceglany gotycki kościół pw. Najświętszego Serca Pana Jezusa, kilkakrotnie zniszczony i odbudowywany. Parafia erygowana w 1226 roku, prawdopodobnie przez biskupa poznańskiego Pawła, przy wybudowanym przez księcia Konrada Mazowieckiego pierwszym kościele. Akta publiczne (Codex diplomaticus Masoviae) mówią natomiast, że erekcja parafii miała miejsce w 1208 r., a jej potwierdzenie nastąpiło w roku 1389.
Według Kroniki wielkopolskiej w 1253 roku w dobrach Siemowita I syna Konrada Mazowieckiego odbyła się w Kozłowie konsekracja Piotra biskupa poznańskiego, a razem z nim dominikanina Wita na biskupa Litwy. Obrzędu dopełnił arcybiskup gnieźnieński Pełka.
Według tablic informacyjnych na terenie kościelnym, w 1410 roku, jak odnotowuje w swych kronikach Jan Długosz, kościół w Kozłowie Biskupim był miejscem postoju króla Władysława Jagiełły, który śpieszył tędy z Wolborza ku polom Grunwaldu. 28-30 VI 1410 roku do obozu królewskiego przybył goniec z wiadomością od Księcia Litewskiego Witolda, że śpiesząca od wschodu armia litewsko-ruska znajduje się przy ujściu Narwi i prosi o przesłanie posiłków dla osłonięcia przeprawy. Powyższa wiadomość stała się sygnałem dla króla Jagiełły do przeprawy sił głównych przez Wisłę w okolicach Czerwińska, co też rozpoczęło się 1 lipca 1410 roku.
Pierwotny kościół fundowany był w XII wieku, w obecnej formie pochodzi z 1443 roku. Murowany, gotycki budynek wzniesiono na zlecenie biskupa Andrzeja z Bnina. Nowy kościół otrzymał wezwanie Wszystkich Świętych i posiadał trzy ołtarze.
W czasie potopu szwedzkiego najeźdźcy złupili miejscowy kościół, sprofanowali i zniszczyli wnętrze. Po zakończonej wojnie biskup poznański Wojciech Talibowski dnia 17 IX 1661 r. poświęcił trzy nowe ołtarze, które przetrwały do 1894 r. W roku 1894 ówczesny proboszcz, ks. Aleksander Kobyliński, przebudował wnętrze, stawiając nowe ołtarze z czarnego dębu. W tym samym roku ufundowano plebanię w stylu dworku szlacheckiego.
12 kwietnia 1905 roku na zebraniu gminy w Kozłowie Biskupim podjęto uchwałę w sprawie wprowadzenia języka polskiego jako urzędowego w gminie oraz wykluczenia udziału strażników ziemskich i policji w zebraniach gminnych. Uchwała ta była przejawem narastania nastrojów narodowowyzwoleńczych na terenach wiejskich Królestwa Polskiego w czasie rewolucji 1905 – 1907 r. Na zebraniach wiejskich wysuwano w tym czasie daleko idące żądania polityczne, domagając się przede wszystkim szerokiego wprowadzenia swobód demokratycznych.
Działania wojenne  podczas I wojny światowej rozpoczęły się 18 grudnia 1914 roku, gdy na wysokości Kozłowa Biskupiego przeprawiły się pierwsze niemieckie pułki XIII korpusu. Rosjanie swoje pozycje rozbudowali głównie w oparciu o nasyp kolejowy. Od 30 grudnia do 6 stycznia w tym rejonie trwały intensywne niemieckie próby natarcia. 5 stycznia na wysokości wsi Sucha i Lasu Borzymowskiego zdobyto 1 linię okopów niemieckich. Od zimy 1915 roku na tym odcinku trwała wojna pozycyjna – w której żadna ze stron nie umiała przełamać oporu przeciwnika. W następnych miesiącach obie strony rozbudowywały swoje linie i prowadziły lokalne potyczki i ataki.
12 czerwca 1915 w tym rejonie miał miejsce atak gazowy. Był to drugi na froncie wschodnim i trzeci w historii przypadek użycia broni chemicznej (po atakach gazowych w pobliskim Bolimowie oraz Ypres na froncie zachodnim). Według „Dziennika Bojowego” do niewoli wzięto ok. 1700 jeńców a ok. 2000 dalszych, zmarło od gazu lub zginęło w walce. Według źródeł rosyjskich 12 czerwca zostało zatrutych 3100 rosyjskich żołnierzy, 1200 śmiertelnie zatrutych pozostało w okopach. Straty niemieckie wyniosły 1200 żołnierzy zabitych i rannych, oprócz tego 350 żołnierzy zostało zatrutych gazem.
Część żołnierzy poległych w tej bitwie została pochowana na cmentarzu w Kozłowie Biskupim. Cmentarz ten przebudowano w l. 20. XX wieku. Pochowano tu także poległych pierwotnie pochowanych w miejscowości Zakrzew. Wydobyte z ziemi płyty nagrobne, wskazują, że na cmentarzu są pochowani żołnierze m.in. żołnierze 8 Rezerwowego Pułku Piechoty i 175 Pułku Piechoty.
Podczas kampanii wrześniowej Kozłów Biskupi był objęty walkami w ramach Bitwy nad Bzurą, toczonymi przez połączone armie  „Poznań” (gen. Tadeusz Kutrzeba) i „Pomorze” (gen. Władysław Bortnowski). Była to największa bitwa wojny obronnej 1939. 14 września rozpoczęto działania prowadzące do otoczenia sił polskich. Pod koniec dnia gen. Bortnowski wydał niekonsultowany z gen. Kutrzebą, defensywny rozkaz odwrotu całości sił Armii „Pomorze” na lewy brzeg rzeki. 16 września przy wsparciu potężnego lotnictwa bojowego Niemcy rozpoczęli atak na okrążone armie polskie. 1 Dywizja Pancerna, ściągnięta spod Góry Kalwarii, przeprawiła się w Kozłowie przez Bzurę, uderzyła na 57 pp z 14 DP, rozbiła go i wdarła się w głąb ugrupowania i na tyły obu armii polskich. Doprowadziło to do klęski obrońców w toczącej się w dniach 13 – 16 września bitwy o Sochaczew i otworzyło drogę niemieckim dywizjom do ataku na stolicę. W dniach 17–22 września garnizon warszawski został wzmocniony przez oddziały Armii „Poznań” i Armii „Pomorze”, które przez Puszczę Kampinoską, przedarły się do stolicy.
W okresie okupacji nie przerwano nauki w miejscowej szkole.
Na cmentarzu parafialnym pochowani są żołnierze Bydgoskiego Batalionu Obrony Narodowej, będący ofiarami egzekucji przeprowadzonej przez Niemców. Zbrodni tej, dokonano na jeńcach wojennych 22 września 1939 r., po pokazowym sądzie polowym. Jej sprawców do dziś nie udało się ustalić.

W 1959 roku wykonano betonowe obrzeżenie grobu i ustawiono granitowy krzyż oraz tablicę z napisem:

22 IX 1939
Za Polskę Walczyliśmy!
Za Polskę Umieramy!
Cześć Bohaterom!

Do 1954 roku istniała gmina Kozłów Biskupi.

## Demografia
W 2021 r. Kozłów Biskupi zamieszkiwało 1 776 mieszkańców, z czego 50,5% stanowią kobiety, a 49,5% mężczyźni. Miejscowość zamieszkiwało 22,0% mieszkańców gminy.Współczynnik feminizacji we wsi wynosi 102.
W latach 1998–2021 liczba mieszkańców wzrosła o 103,9%, przez co Kozłów Biskupi jest jedną z najdynamiczniej rozwijających się miejscowości powiatu sochaczewskiego.
59,9% mieszkańców wsi Kozłów Biskupi jest w wieku produkcyjnym, 24,1% w wieku przedprodukcyjnym, a 16% mieszkańców jest w wieku poprodukcyjnym. Na 100 osób w wieku produkcyjnym przypada we wsi Kozłów Biskupi 66,9 osób w wieku nieprodukcyjnym. Ten wskaźnik obciążenia demograficznego jest więc mniejszy od wskaźnika dla województwa mazowieckiego oraz nieznacznie mniejszy od wskaźnika obciążenia demograficznego dla całej Polski.

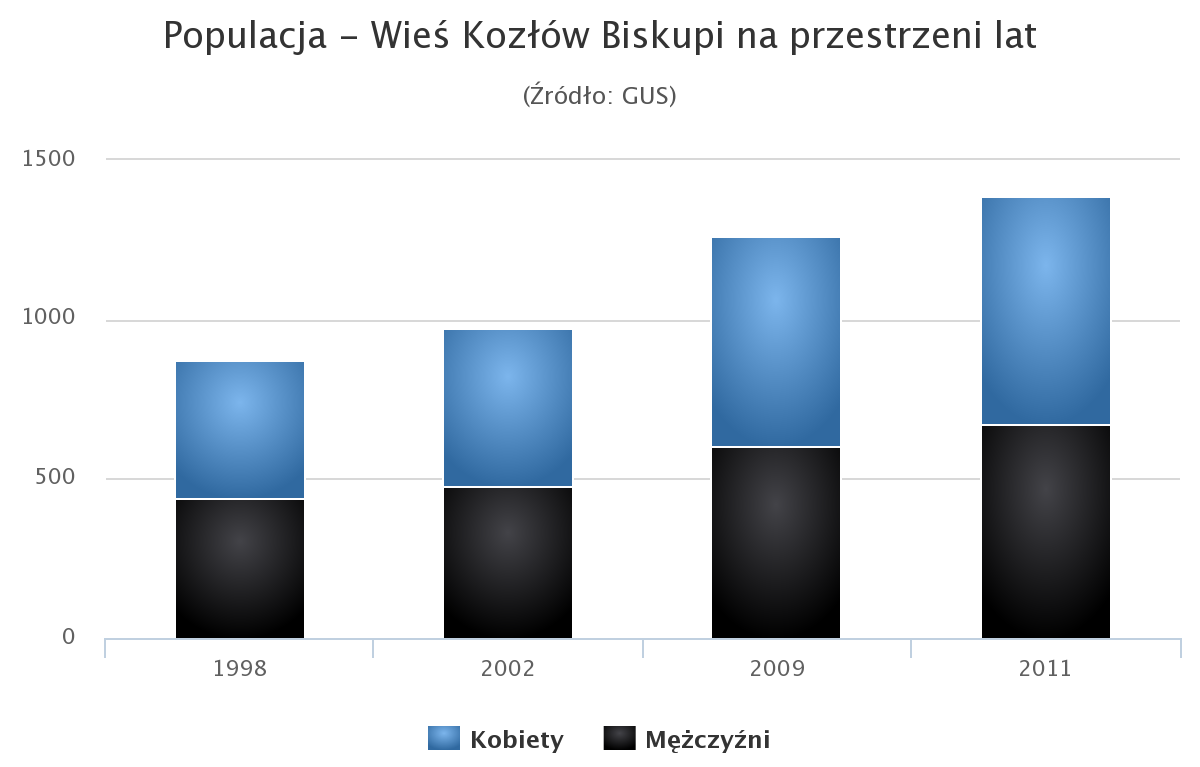
Wykres zmian populacji Kozłowa Biskupiego

## Edukacja
Na terenie miejscowości funkcjonuje Szkoła Podstawowa im. Kornela Makuszyńskiego w Kozłowie Biskupim. Wcześniej placówka działała w położonym nad Bzurą pałacu, a w 1962 roku otrzymała nową siedzibę przy ulicy Olimpijskiej. Obecny budynek szkoły dwukrotnie rozbudowywano: w latach 1994-95 i 2016-17. W 2012 przy szkole otwarto boisko wielofunkcyjne Orlik.

## Komunikacja
Przez miejscowość przebiega droga wojewódzka nr 705 oraz linia kolejowa nr 3 (Warszawa Zachodnia – Kunowice), będąca fragmentem międzynarodowej magistrali kolejowej E20. W niewielkiej odległości przebiega droga krajowa nr 92.

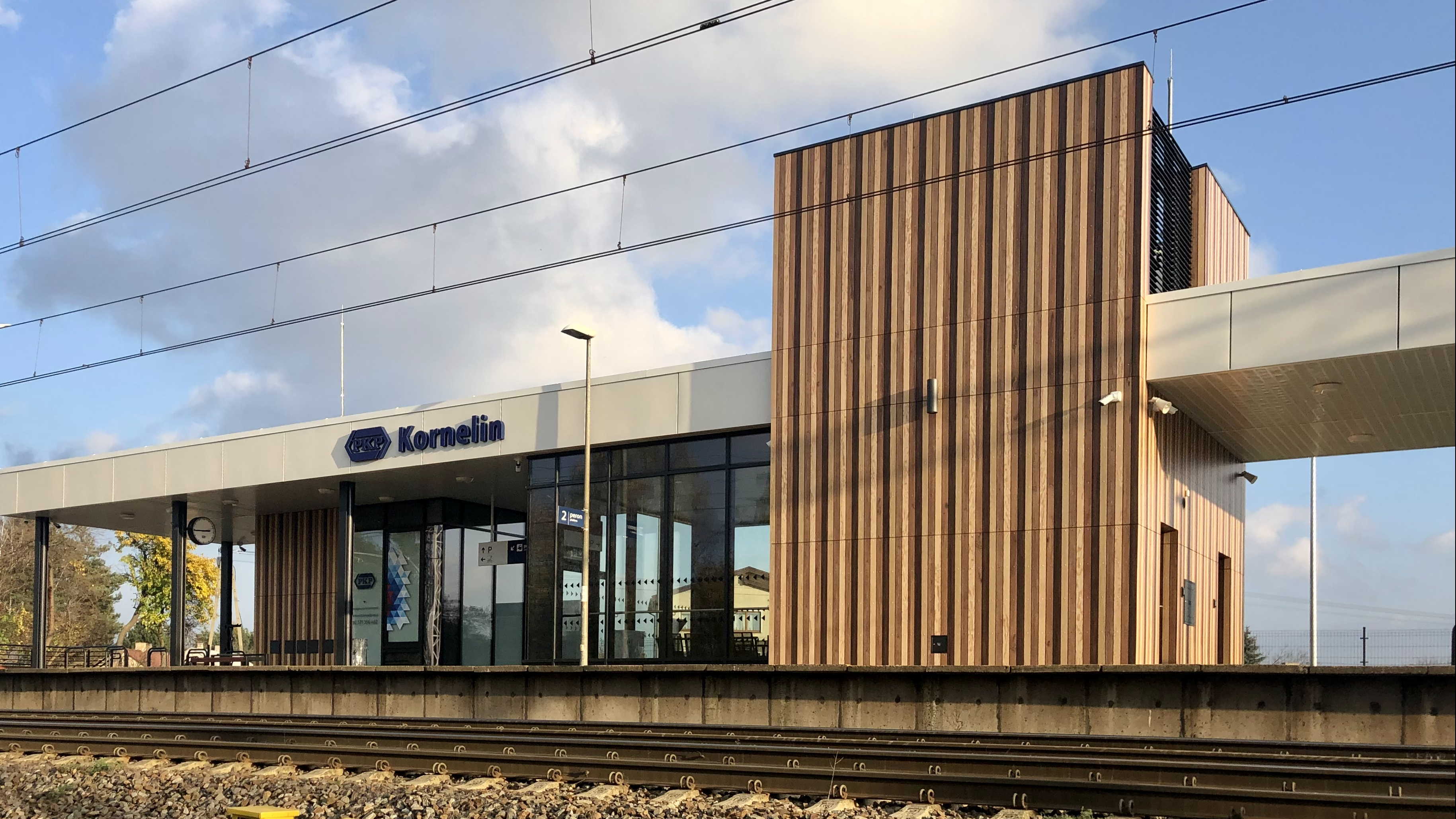
Stacja kolejowa Kornelin w Kozłowie Biskupim

W miejscowości znajduje się przystanek kolejowy Kornelin, którego obsługę zapewniają Koleje Mazowieckie. Przystanek umożliwia skorzystanie z pociągów w kierunku Warszawy, Łowicza oraz Płocka.
Transport publiczny zapewnia Zakład Komunikacji Miejskiej w Sochaczewie. Do Kozłowa Biskupiego dojeżdża 8 linii autobusowych (1, 2, 3, 4, 5, 6, 7, 8) łączących miejscowość z Sochaczewem – dworcem kolejowym, śródmieściem, szpitalem powiatowym, dzielnicami północnymi (Trojanów, Chodaków) – oraz z Żelazową Wolą.

## Gospodarka
W miejscowości jest zarejestrowane 179 działalności gospodarczych.
W bezpośrednim sąsiedztwie miejscowości znajdują się trzy duże zakłady produkcyjne – Wavin Polska S.A., Energop Sp. z o.o. oraz Sarens Polska Sp. z o.o., 1,5 km na północ od wsi znajdują się zakłady chemiczne Boryszew.